# Jennifer B. Pramuk
Jennifer B. Pramuk (1970) es una herpetóloga estadounidense. Desarrolla actividades académicas y científica, como Curator of Herpetology en el Zoo del Bronx de la Wildlife Conservation Society.
Sus intereses de investigación, son la evolución (sistemática filogenética, filogeografía y taxonomía) y conservación de anfibios y reptiles; y sus estudios actuales se centran en la cría ex e in situ de especies emblemáticas de anuros en peligro crítico de extinción.

## Obra

### Algunos taxones descritos
- Hypodactylus araiodactylus (Duellman & Pramuk, 1999)
- Osteocephalus yasuni (Ron & Pramuk, 1999)
- Pristimantis anemerus (Duellman & Pramuk, 1999)
- Pristimantis ardalonychus (Duellman & Pramuk, 1999)
- Pristimantis atrabracus (Duellman & Pramuk, 1999)
- Pristimantis avicuporum (Duellman & Pramuk, 1999)
- Pristimantis cuneirostris (Duellman & Pramuk, 1999)
- Pristimantis exoristus (Duellman & Pramuk, 1999)
- Pristimantis infraguttatus (Duellman & Pramuk, 1999)
- Pristimantis melanogaster (Duellman & Pramuk, 1999)
- Pristimantis metabates (Duellman & Pramuk, 1999)
- Pristimantis muscosus (Duellman & Pramuk, 1999)
- Pristimantis nephophilus (Duellman & Pramuk, 1999)
- Pristimantis pataikos (Duellman & Pramuk, 1999)
- Pristimantis percnopterus (Duellman & Pramuk, 1999)
- Pristimantis pinguis (Duellman & Pramuk, 1999)
- Pristimantis rhodostichus (Duellman & Pramuk, 1999)
- Pristimantis rufioculis (Duellman & Pramuk, 1999)
- Pristimantis serendipitus (Duellman & Pramuk, 1999)
- Rhinella amabilis (Pramuk & Kadivar, 2003)
- Rhinella boulengeri (Chaparro, Pramuk, Gluesenkamp & Frost, 2007)
- Rhinella manu (Chaparro, Pramuk & Gluesenkamp, 2007)
- Rhinella multiverrucosa (Lehr, Pramuk & Lundberg, 2005)
- Rhinella yanachaga (Lehr, Pramuk, Hedges & Córdova, 2007)

### Algunas publicaciones
- william edward Duellman, jennifer b. Pramuk. 1999. Frogs of the genus Eleutherodactylus (Anura: Leptodactylidae) in the Andes of northern Peru, v. 13 de Scientific papers/ Natural History Museum, the University of Kansas. Editor Natural History Museum, University of Kansas, 78 p.

## Abreviatura (zoología)
La abreviatura Pramuk  se emplea para indicar a Jennifer B. Pramuk como autoridad en la descripción y taxonomía en zoología.